# Grammopsoides picta
Grammopsoides picta är en skalbaggsart som beskrevs av Maria Helena M. Galileo och Martins 1995. Grammopsoides picta ingår i släktet Grammopsoides och familjen långhorningar. Inga underarter finns listade i Catalogue of Life.